# 유진 머먼
유진 머먼(Eugene Mirman, 1974년 7월 24일 ~ )는 미국의 희극인, 배우이다.

## 출연 작품
- 웬 주스 워 퍼니 (2013)
- 밥스 버거스 (2011)